# Enzo da Ponte
Enzo da Ponte Grippo (ur. 31 marca 1973) – paragwajski szermierz, olimpijczyk. Syn Rodolfa, również szermierza.
Pochodził z rodziny o włoskich korzeniach. Jego pradziadek, dziadek i ojciec byli trenerami szermierki – ostatni z nich był pierwszym Paragwajczykiem, który wystartował na igrzyskach olimpijskich. 
Da Ponte wziął udział w igrzyskach w Barcelonie (1992). Wystartował we florecie i szpadzie, odpadając w obu konkurencjach w pierwszej rundzie eliminacyjnej (odpowiednio: 54. i 68. miejsce). W 12 stoczonych pojedynkach pokonał tylko Jamesa Wonga z Singapuru, zwyciężając z nim we florecie. 